# 約書亞·薩塞
約書亞·薩塞（Joshua Seymour Sasse，1987年12月9日—）是英國的一位演員，出生在英國西敏市，他最著名的作品是遊俠笑傳中的 Galavant角色。